# Басано Романо
Басано Романо (итал. Bassano Romano) је насеље у Италији у округу Витербо, региону Лацио.
Према процени из 2011. у насељу је живело 3728 становника. Насеље се налази на надморској висини од 374 м.

## Становништво
Према резултатима пописа становништва 2011. у општини је живело 4.834 становника.
| 1931. | 1936. | 1951. | 1961. | 1971. | 1981. | 1991. | 2001. | 2011. |
| ----- | ----- | ----- | ----- | ----- | ----- | ----- | ----- | ----- |
| 3.011 | 3.084 | 3.339 | 3.350 | 3.222 | 3.579 | 3.786 | 4.277 | 4.834 |

## Партнерски градови
- Хиос